# Chris Pyatt
Chris Pyatt (* 3. Juli 1963 in London) ist ein ehemaliger britischer Profiboxer und ehemaliger Weltmeister der WBO im Mittelgewicht.

## Amateurkarriere
Bei den Englischen Meisterschaften 1981 unterlag er im Finale des Weltergewichts Terry Marsh, der später als erster ungeschlagen zurückgetretener Boxweltmeister in Europa Sportgeschichte schrieb. 1982 wurde Pyatt Englischer Meister im Weltergewicht und gewann die Commonwealth Games in Brisbane.

## Profikarriere
Im März 1983 bestritt er seinen ersten Profikampf und gewann 15 Kämpfe in Folge, davon 11 vorzeitig. Er boxte dabei 12-mal gegen Gegner mit positiver Kampfbilanz. Am 23. September 1985 erlitt er seine erste Niederlage, als er im Kampf gegen den Italiener Sabiyala Diavilla eine Augenverletzung davontrug die zum Abbruch des Kampfes in der vierten Runde führte. Diavilla wurde zum Sieger durch technischen Knockout (t.K.o) erklärt.
Doch schon in seinem nächsten Kampf am 19. Februar 1986 in London, wurde er mit einem K.-o.-Sieg gegen Prince Rodney (30-6) schließlich neuer Britischer Meister im Halbmittelgewicht. Nach einem folgenden Erstrunden-K.o. gegen den Amerikaner Thomas Smith (17-5) gewann er am 17. September 1986 auch den Europameistertitel der EBU im Halbmittelgewicht; er bezwang dabei den Benelux-Meister John van Elteren (13-1) durch t.K.o. in der ersten Runde. Den Titel verlor er jedoch bereits in der ersten Verteidigung am 28. Januar 1987 durch Punktniederlage an den Italiener Gianfranco Rosi (38-2).
Durch 11 anschließende Siege, davon 10 durch K. o. gegen Boxer wie Daniel Omar Dominguez (24-2) und Hugo Daniel Sclarandi (15-0), erhielt er am 23. Oktober 1990 in Leicester eine WM-Titelchance der WBO im Halbmittelgewicht gegen John David Jackson (21-0) aus den USA. Pyatt verlor den Kampf jedoch über 12 Runden nach Punkten. Doch auch hier gewann er bereits in seinem nächsten Kampf am 5. November 1991 die Commonwealth-Meisterschaft im Halbmittelgewicht gegen Craig Trotter und verteidigte den Titel gegen den ungeschlagenen Ambrose Mlilo aus Simbabwe und den ebenfalls ungeschlagenen James Tapisha aus Sambia.
Nach Niederlegen des Titels und Wechsel ins Mittelgewicht, gewann er hier bereits am 27. Oktober 1992 den Internationalen Meistertitel der WBC durch K. o. gegen Adolfo Caballero (17-2). Nach einer Titelverteidigung gegen Danny García (25-7) aus Puerto Rico und zwei weiteren Aufbausiegen, boxte er am 19. Mai 1993 in Leicester um die WBO-Weltmeisterschaft im Mittelgewicht. Er gewann dabei einstimmig nach Punkten gegen Sumbu Kalambay (57-5) und verteidigte den Gürtel anschließend im September durch K. o. gegen den Argentinier Hugo Antonio Corti (25-3) und im Februar 1994 ebenfalls durch K. o. gegen Mark Cameron (15-3). Am 11. Mai 1994 verlor er den Titel jedoch in seiner dritten Verteidigung vorzeitig an Steve Collins (27-3).
Nach drei Siegen und dem erneuten Gewinn der Commonwealth-Meisterschaft im Halbmittelgewicht, unterlag er im Juli 1996 nach Punkten gegen Steve Foster (18-13). Im Mai 1997 beendete er mit einem Punktesieg gegen Maurice Forbes (8-1) seine Karriere. Anschließend wurde er Boxtrainer und Inhaber des Braunstone Boxing Club in Leicester.
| Vorgänger        | Amt                                                               | Nachfolger    |
| ---------------- | ----------------------------------------------------------------- | ------------- |
| Gerald McClellan | Boxweltmeister im Mittelgewicht (WBO) 19. Mai 1993 – 11. Mai 1994 | Steve Collins |